# Giro del Delfinato 1957
Il Giro del Delfinato 1957, undicesima edizione della corsa, si svolse dall'8 al 16 giugno su un percorso di 1768 km ripartiti in 9 tappe (la terza suddivisa in due semitappe), con partenza a Saint-Étienne e arrivo a Grenoble. Fu vinto dal francese Marcel Rohrbach della Peugeot-BP-Dunlop davanti al suo connazionale René Privat e al lussemburghese Jempy Schmitz.

## Tappe
| Tappa  | Data      | Percorso                                              | km   | Vincitore di tappa | Leader cl. generale |
| ------ | --------- | ----------------------------------------------------- | ---- | ------------------ | ------------------- |
| 1ª     | 8 giugno  | Saint-Étienne > Moulins                               | 229  | René Privat        | René Privat         |
| 2ª     | 9 giugno  | Moulins > Villeurbanne                                | 257  | Joseph Thomin      | René Privat         |
| 3ª-1ª  | 10 giugno | Villeurbanne > Tournon-sur-Rhône                      | 116  | Michel Van Aerde   | Louis Bergaud       |
| 3ª-2ª  | 10 giugno | Tournon-sur-Rhône > Vals-les-Bains                    | 110  | Fernand Picot      | Louis Bergaud       |
| 4ª     | 11 giugno | Vals-les-Bains > Avignone                             | 212  | Louis Rostollan    | Louis Bergaud       |
| 5ª     | 12 giugno | Avignone > Gap                                        | 208  | Michel Van Aerde   | Daniel Denys        |
| 6ª     | 13 giugno | Gap > Chambéry                                        | 210  | Louis Bergaud      | Jempy Schmitz       |
| 7ª     | 14 giugno | Chambéry > Saint-Gervais-les-Bains                    | 121  | Michel Dejouhannet | René Privat         |
| 8ª     | 15 giugno | Saint-Gervais-les-Bains > Ginevra (cron. individuale) | 68   | Jean Forestier     | Marcel Rohrbach     |
| 9ª     | 16 giugno | Divonne-les-Bains > Grenoble                          | 237  | Fernand Picot      | Marcel Rohrbach     |
| Totale | Totale    | Totale                                                | 1768 |                    |                     |

## Dettagli delle tappe

### 1ª tappa
- 8 giugno: Saint-Étienne > Moulins – 229 km

| Pos. | Corridore       | Squadra       | Tempo    |
| ---- | --------------- | ------------- | -------- |
| 1    | René Privat     | Mercier       | 5h37'16" |
| 2    | Maurice Bertolo | Saint-Raphaël | a 2"     |
| 3    | Louis Bergaud   | Saint-Raphaël | s.t.     |

| Pos. | Corridore   | Squadra | Tempo |
| ---- | ----------- | ------- | ----- |
| 1    | René Privat | Mercier |       |

### 2ª tappa
- 9 giugno: Moulins > Villeurbanne – 257 km

| Pos. | Corridore      | Squadra       | Tempo    |
| ---- | -------------- | ------------- | -------- |
| 1    | Joseph Thomin  | Helyett-Potin | 6h46'17" |
| 2    | Pierre Gouget  | Mercier       | a 4"     |
| 3    | Jozef Verhelst | Faema-Guerra  | a 14"    |

| Pos. | Corridore   | Squadra | Tempo |
| ---- | ----------- | ------- | ----- |
| 1    | René Privat | Mercier |       |

### 3ª tappa - 1ª semitappa
- 10 giugno: Villeurbanne > Tournon-sur-Rhône – 116 km

| Pos. | Corridore        | Squadra      | Tempo    |
| ---- | ---------------- | ------------ | -------- |
| 1    | Michel Van Aerde | Mercier      | 2h46'36" |
| 2    | Andre Trochut    | Essor-Leroux | s.t.     |
| 3    | Renato Ponzini   | Girardengo   | s.t.     |

| Pos. | Corridore     | Squadra       | Tempo |
| ---- | ------------- | ------------- | ----- |
| 1    | Louis Bergaud | Saint-Raphaël |       |

### 3ª tappa - 2ª semitappa
- 10 giugno: Tournon-sur-Rhône > Vals-les-Bains – 110 km

| Pos. | Corridore          | Squadra       | Tempo    |
| ---- | ------------------ | ------------- | -------- |
| 1    | Fernand Picot      | Mercier       | 2h47'25" |
| 2    | Michel Dejouhannet | Saint-Raphaël | a 10"    |
| 3    | René Privat        | Mercier       | s.t.     |

| Pos. | Corridore     | Squadra       | Tempo |
| ---- | ------------- | ------------- | ----- |
| 1    | Louis Bergaud | Saint-Raphaël |       |

### 4ª tappa
- 11 giugno: Vals-les-Bains > Avignone – 212 km

| Pos. | Corridore       | Squadra | Tempo    |
| ---- | --------------- | ------- | -------- |
| 1    | Louis Rostollan | Liberia | 6h03'49" |
| 2    | Alex Close      | Peugeot | a 3'12"  |
| 3    | René Privat     | Mercier | a 4'04"  |

| Pos. | Corridore     | Squadra       | Tempo |
| ---- | ------------- | ------------- | ----- |
| 1    | Louis Bergaud | Saint-Raphaël |       |

### 5ª tappa
- 12 giugno: Avignone > Gap – 208 km

| Pos. | Corridore        | Squadra       | Tempo    |
| ---- | ---------------- | ------------- | -------- |
| 1    | Michel Van Aerde | Mercier       | 5h56'19" |
| 2    | Joseph Thomin    | Helyett-Potin | s.t.     |
| 3    | Anatole Novak    |               | s.t.     |

| Pos. | Corridore    | Squadra | Tempo |
| ---- | ------------ | ------- | ----- |
| 1    | Daniel Denys | Bertin  |       |

### 6ª tappa
- 13 giugno: Gap > Chambéry – 210 km

| Pos. | Corridore       | Squadra       | Tempo    |
| ---- | --------------- | ------------- | -------- |
| 1    | Louis Bergaud   | Saint-Raphaël | 6h54'25" |
| 2    | René Privat     | Mercier       | a 2"     |
| 3    | Louis Rostollan | Liberia       | a 2'07"  |

| Pos. | Corridore     | Squadra       | Tempo |
| ---- | ------------- | ------------- | ----- |
| 1    | Jempy Schmitz | Saint-Raphaël |       |

### 7ª tappa
- 14 giugno: Chambéry > Saint-Gervais-les-Bains – 121 km

| Pos. | Corridore          | Squadra       | Tempo    |
| ---- | ------------------ | ------------- | -------- |
| 1    | Michel Dejouhannet | Saint-Raphaël | 3h29'11" |
| 2    | Marcel Rohrbach    | Peugeot       | a 5"     |
| 3    | Jean Dotto         | Liberia       | a 13"    |

| Pos. | Corridore   | Squadra | Tempo |
| ---- | ----------- | ------- | ----- |
| 1    | René Privat | Mercier |       |

### 8ª tappa
- 15 giugno: Saint-Gervais-les-Bains > Ginevra (cron. individuale) – 68 km

| Pos. | Corridore       | Squadra      | Tempo    |
| ---- | --------------- | ------------ | -------- |
| 1    | Jean Forestier  | Essor-Leroux | 1h39'51" |
| 2    | Jean Brankart   | Peugeot      | a 13"    |
| 3    | Francis Pipelin | L. Bobet     | a 3'15"  |

| Pos. | Corridore       | Squadra | Tempo |
| ---- | --------------- | ------- | ----- |
| 1    | Marcel Rohrbach | Peugeot |       |

### 9ª tappa
- 16 giugno: Divonne-les-Bains > Grenoble – 237 km

| Pos. | Corridore       | Squadra      | Tempo    |
| ---- | --------------- | ------------ | -------- |
| 1    | Fernand Picot   | Mercier      | 6h26'28" |
| 2    | Pierre Villard  | Royal        | s.t.     |
| 3    | Maurice Quentin | Essor-Leroux | s.t.     |

| Pos. | Corridore       | Squadra       | Tempo     |
| ---- | --------------- | ------------- | --------- |
| 1    | Marcel Rohrbach | Peugeot       | 49h05'20" |
| 2    | René Privat     | Mercier       | a 1'40"   |
| 3    | Jempy Schmitz   | Saint-Raphaël | a 3'08"   |

## Classifiche finali

### Classifica generale
| Pos. | Corridore        | Squadra                         | Tempo     |
| ---- | ---------------- | ------------------------------- | --------- |
| 1    | Marcel Rohrbach  | Peugeot-BP-Dunlop               | 49h05'20" |
| 2    | René Privat      | Mercier-BP-Hutchinson           | a 1'40"   |
| 3    | Jempy Schmitz    | Saint-Raphaël                   | a 3'08"   |
| 4    | Jean Dotto       | Liberia-Hutchinson-D Alessandro | a 6'35"   |
| 5    | Michel Van Aerde | Mercier-BP-Hutchinson           | a 7'15"   |
| 6    | Louis Rostollan  | Liberia-Hutchinson-D Alessandro | a 9'43"   |
| 7    | Piet de Jongh    | Eroba-Vredestein                | a 13'43"  |
| 8    | Piet van Est     | Magneet-Vredestein              | a 16'32"  |
| 9    | Pierre Gouget    | Mercier-BP-Hutchinson           | a 16'58"  |
| 10   | Joseph Thomin    | Helyett-Potin                   | a 17'35"  |